# Hygrotus sylvanus
Hygrotus sylvanus är en skalbaggsart som först beskrevs av Henry Clinton Fall 1917.  Hygrotus sylvanus ingår i släktet Hygrotus och familjen dykare. Inga underarter finns listade i Catalogue of Life.